# Nyírvidéki Kisvasút
A Nyírvidéki Regionális Kisvasút, közismertebb nevén a Nyírvidéki Kisvasút egy 760 mm nyomtávolságú, egyvágányú, nem villamosított keskenynyomtávú vasúti hálózat, amelynek két vonala a Rétköz térségéből mintegy húsz települést és tanyát köt össze Nyíregyházával. Jelenlegi üzemeltetője a MÁV-START Zrt. és a Kisvasutak Baráti Köre Egyesület Kisvasúti napja: szeptember második szombatja. Menetrendi száma: 118 és 119.
1905-ben épült meg a Nyíregyháza–Dombrád közötti vonal, amely 1911-ben balsai szárnyvonallal bővült. 1930-ban a Balsai Tisza-híd átadásával kapcsolatba került a Bodrogközi Gazdasági Vasúttal, a Hegyközi Vasúttal és a Pálházi Erdei Vasúttal, így Nyíregyháza kapcsolatba került Sárospatakkal és Sátoraljaújhellyel is kisvasúton. A kapcsolat a híd 1944-es felrobbantásáig tartott, amely azóta sem épült újjá.
2009. szeptember 17-én megszűnt a forgalom Herminatanya és Dombrád, illetve Herminatanya és Balsa között, 2009. december 13-án, a 2009/2010. évi menetrendváltáskor viszont a teljes hálózaton leállt a forgalom, beleértve a Nyíregyháza–Herminatanya közötti vonatokat, és a korábban leállított részeken közlekedő vonatpótló buszjáratokat. 2021 januárja óta a kisvasút néhány szakaszát és állomását önkéntesek üzemeltetik és tartják karban.
A Kisvasút jelenlegi főbb járművei:
- 2db PVG: P-385, P-524
- 2db sínbicikli
- 1db C50 mozdony (Dongó)
- 1db Épgép vontató
Ezek a járművek a vonalon viszonylag gyakran közlekednek, ezért a vasút önkéntesei és a MÁV Zrt dolgozói mindenkit kérnek hogy az útátjárókat fokozott óvatossággal és figyelemmel közelítsék meg hogy egy esetleges jármű érkezése esetén időben meg tudjanak állni. Fontos, hogy ezeknek a járműveknek ugyanúgy elsőbbségük van a közúttal szemben mint nagyobb társaiknak!

## Története

### A kezdetek
A Nyírvidéki Kisvasút különlegessége, hogy a többi keskenynyomközű vasúttal ellentétben nem csak teherszállítás céljából épült, már korán nagy hangsúlyt kapott a személyszállítás is. A Nyíregyházavidéki Kisvasutak Részvénytársaság által épített kisvasút 760 mm nyomtávolságú, 56 km-es fővonalát Nyíregyháza és Dombrád között 1905. december 20-án adták át. A személyforgalom igen korán, 1906. március 24-én indult meg ezen a vonalon.
További érdekesség, hogy Sóstógyógyfürdő és Nyírszőlős között, a 92–93 szelvényközben épült Magyarország első vasúti vasbeton hídja 1905-ben, melyen az 1972-es nyomvonal módosításig közlekedett a kisvasút. A híd ma is jó állapotban van, jelenleg gyalogosforgalom célját szolgálja.
A Buj község Herminatanya állomásától Balsáig tartó 15 km-es szárnyvonalat 1911. augusztus 5-én nyitották meg. Ezen már az átadás napján jártak személyvonatok. A felépítményt 12 kg/fm tömegű sínekből építették, a pályára 5,5 tonna tengelyterhelést engedélyeztek.

A Nyíregyháza belterületén haladó, Sóstóig tartó nyolc kilométeres szakaszt 1911-ben villamosították, így a helyi közlekedést villamos motorkocsikkal oldották meg.

### Az egyesítés

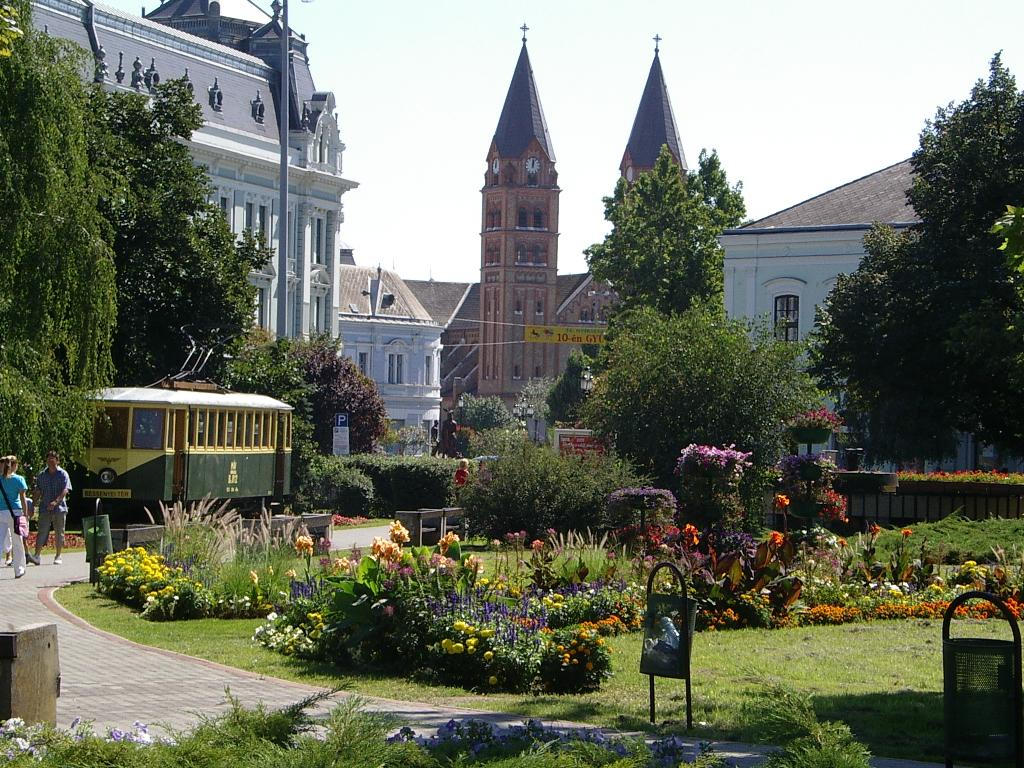
Nyíregyháza belvárosa a kiállított villamos motorkocsival

|  |  |  |

|  |  |  |

|  |  |  |

|  |  |  |

|  |  |  |

|  |  |  |

|  |  |  |

|  |  |  |

|  |  |  |

|  |  |  |

|  |  |  |

|  |  |  |

|  |  |  |

|  |  |  |

|  |  |  |

|  |  |  |

|  |  |  |

|  |  |  |

|  |  |  |

|  |  |  |

|  |  |  |

|  |  |  |

|  |  |  |

|  |  |  |

|  |  |  |

|  |  |  |

|  |  |  |

|  |  |  |

|  |  |  |

|  |  |  |

|  |  |  |

|  |  |  |

|  |  |  |

|  |  |  |

|  |  |  |

|  |  |  |

|  |  |  |

|  |  |  |

|  |  |  |

|  |  |  |

|  |  |  |

|  |  |  |

|  |  |  |

|  |  |  |

|  |  |  |

|  |  |  |

|  |  |  |

|  |  |  |

|  |  |  |

|  |  |  |

|  |  |  |

|  |  |  |

1930. október 23-án adták át Kenézlő és Balsa közötti vonalat a Balsai Tisza-híddal együtt. Ezzel a Nyírvidéki Kisvasút közvetlen összeköttetésbe került Bodrogközi Gazdasági Vasúttal, a Hegyközi Vasúttal és azokon keresztül a Károlyi-uradalom tulajdonában lévő pálházi erdei vasúttal. Az összekapcsolt pályák együttes hossza meghaladta a 187 kilométert.
A személyszállító vonatokat kezdetben benzin-elektromos, majd dízelüzemű mozdonyok vontatták. A teherforgalomban gőzmozdonyokat alkalmaztak. 1937-től Nyíregyháza és Sátoraljaújhely között gyorsmotorvonatok közlekedtek. A Szabolcs és Zemplén nevű könnyű szóló, majd 1940-től a pótkocsis Tisza motorkocsikkal – melyeket az utasok sínbusznak neveztek, nem alaptalanul, mert remek rugózással voltak ellátva – közlekedtetett menetrend szerinti járatokkal elért 60 km/h-s sebesség ma is rekord a keskeny nyomközű vasúti közlekedés hazai történetében. A Felvidék 1938-as visszacsatolása idején a magyar közigazgatás kialakítására a Nyíregyházáról kirendelt tisztviselők e kisvasúton három és fél órás menetidővel (!) utaztak Kassára és vissza. (Nem ide tartozik, de nagyon nagy hiba volt a visszacsatolt területek közigazgatásának ilyen módon történt megszervezése, mert az így "megsegítettek" emiatt másodrendűnek érezték magukat, sokan ezt szinte megszállásnak tekintették). A vasúton mind a személy-, mind a teherforgalom jelentősen fellendült, aminek a második világháború vetett véget. 1944 októberében a visszavonuló német csapatok felrobbantották a katonailag fontos Balsai Tisza-hidat, mely soha nem épült újjá, így megszűnt a bodrogközi kisvasúttal az összeköttetés, ezáltal a hálózat végleg két részre szakadt, bár egy ideig a hidat kompokkal pótolták. Ezután az utasok komppal szállhattak át egyik vonatról a másikra. A Bodrogköz-Hegyközi Vasutat 1980-ban számolták fel.

### Azállamosításután

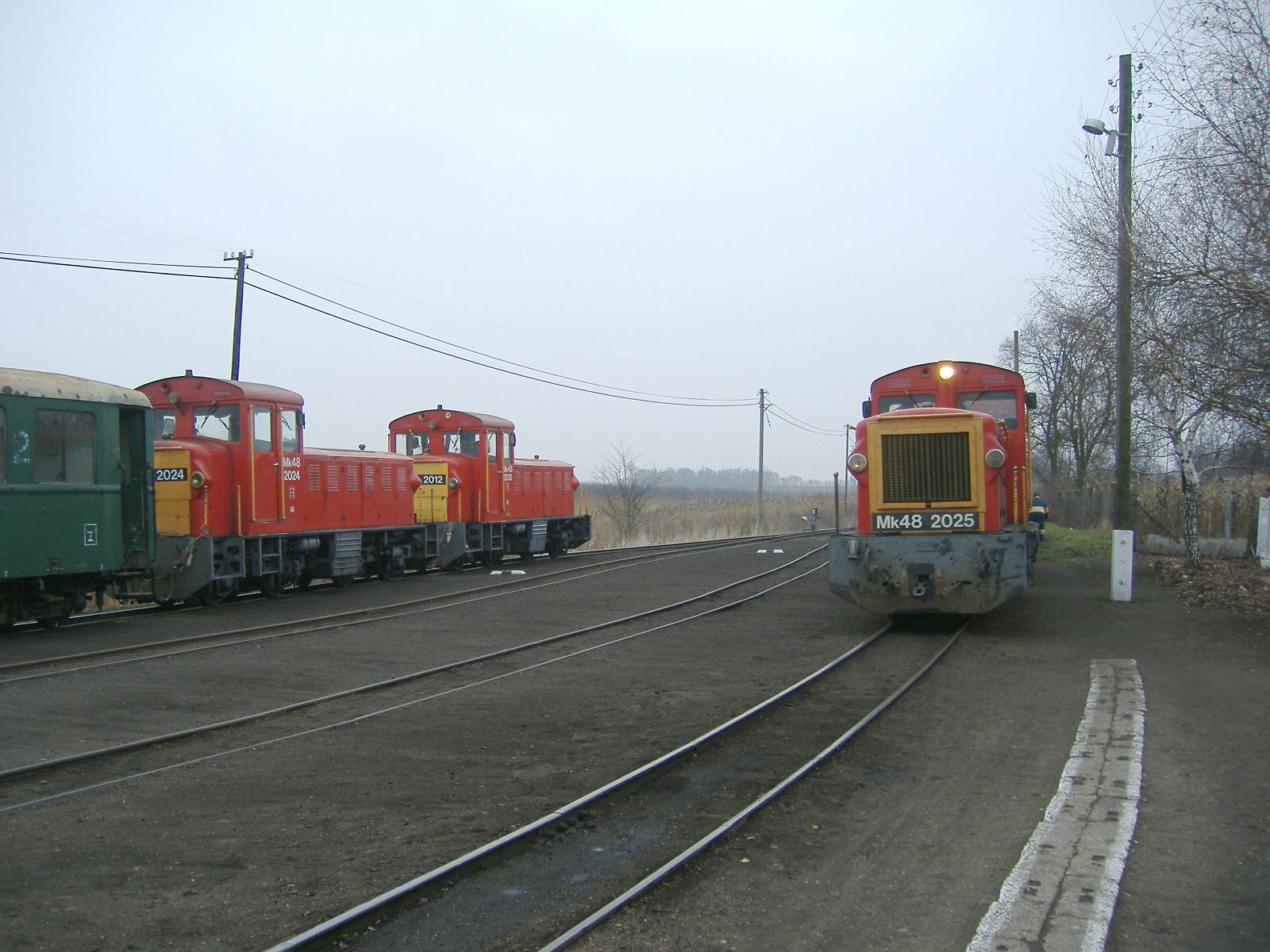
Szerelvény érkezik Nyíregyháza felől Herminatanya állomásra

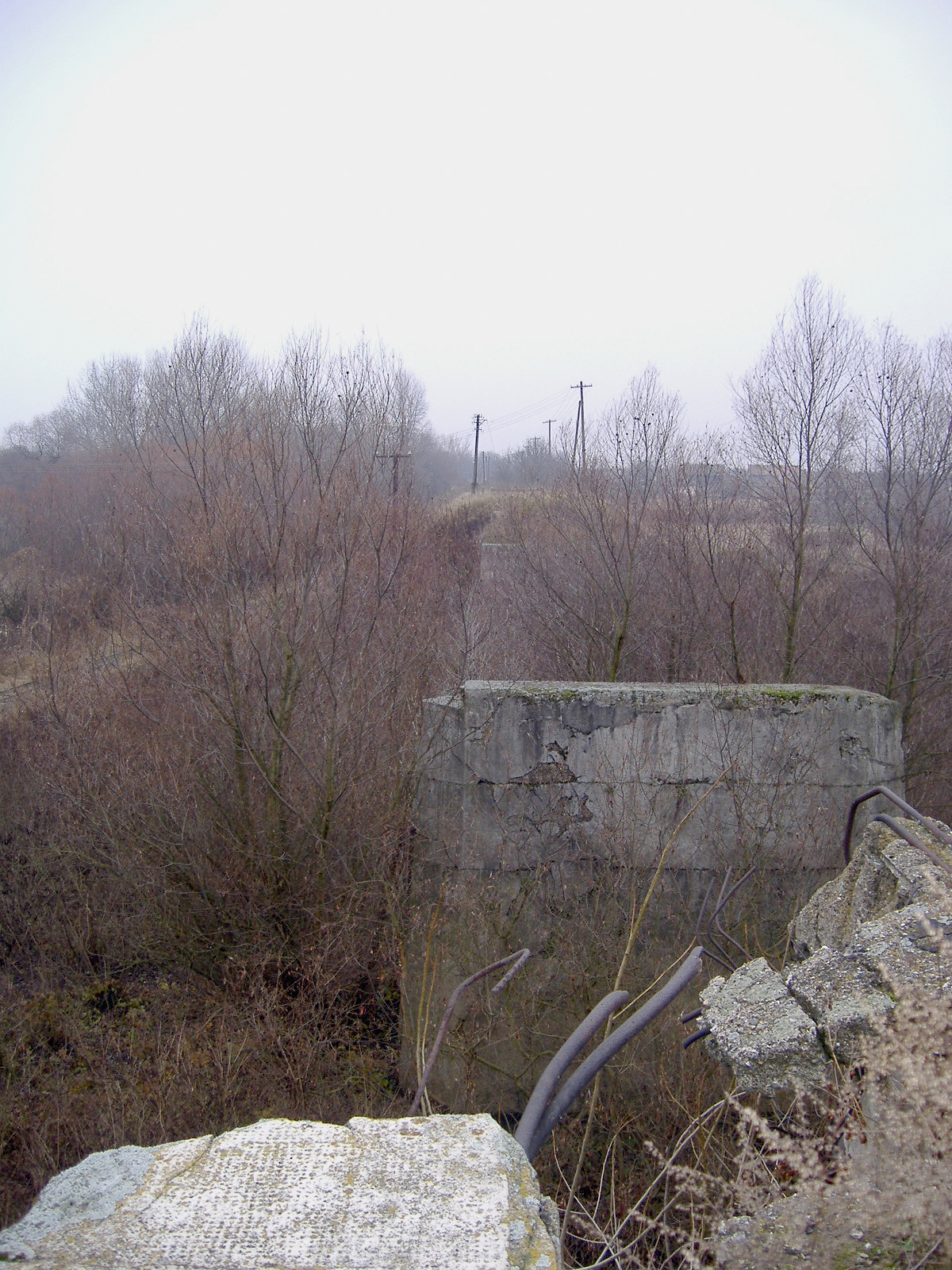
A Balsai Tisza-híd ártéri hídjának romjai Balsa állomás felé nézve

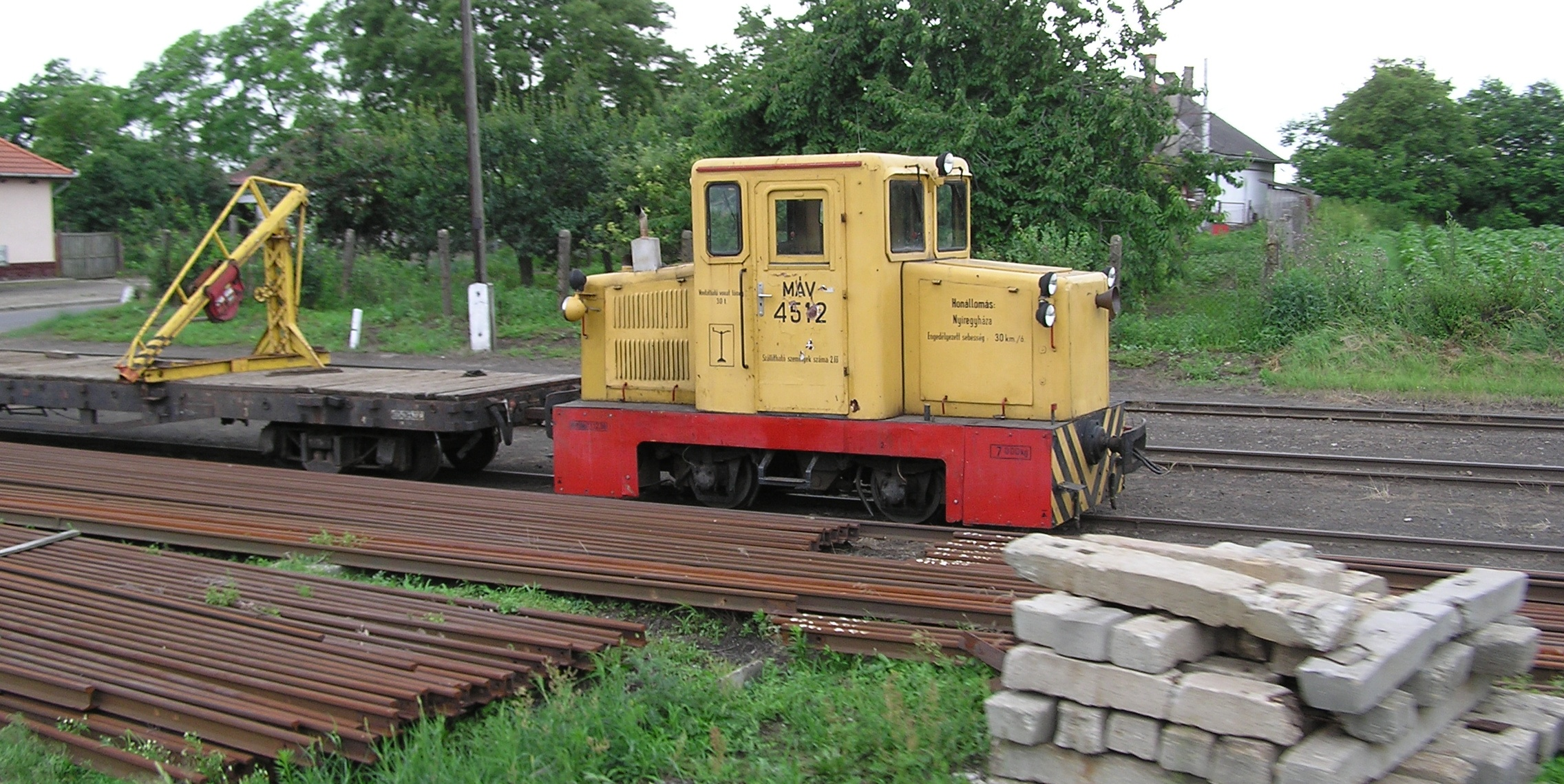
C-50 PFT szolgálatban

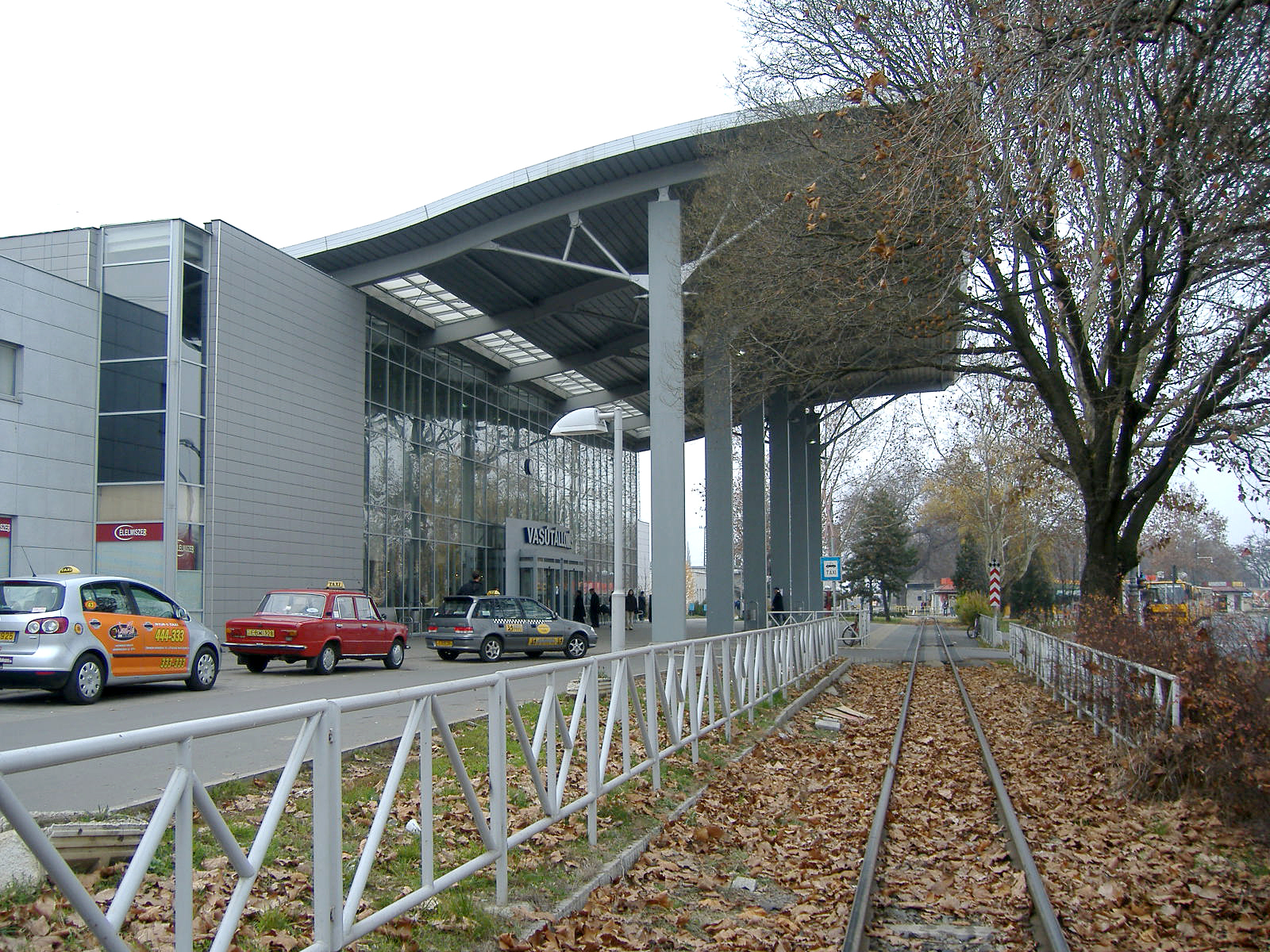
A MÁV és a kisvasút közös, modern állomásépülete, a kisvasút vágányával Nyíregyházán

A második világháború után 1948-ban ezt a vasutat is államosították, ekkor a MÁV Debreceni Vasútigazgatóságához került. 1949-ben összevonták a Bodrogközi Gazdasági Vasúttal Nyírbodrogi Kisvasút néven. Az államosítás után megkezdődött a vasút korszerűsítése. A modern járművek beszerzése megkövetelte a pálya átépítését is. A kopott, 12 kg/fm tömegű síneket 23 kg/fm-esre cserélték, a vágányt több helyen vasbetonaljakkal erősítették meg.
Az 1960-as évek elején leselejtezték a már csak tehervonatok továbbítására használt gőzmozdonyokat. A villamosközlekedés 1969. május 30-án, menetrendváltáskor szűnt meg, a belvárosi vasúti pálya felszámolásával egy időben. A belvárosi nyomvonal helyett egy várost elkerülő szakasz épült a 100 vasútvonallal párhuzamosan, mely a sóstói felüljáró után Sóstógyógyfürdő állomáson csatlakozik a vonalhoz. A vasútüzem teljes felszámolása is napirenden volt, de ezt a vonatok viszonylag nagy kihasználtsága miatt elvetették.

## A kisvasút napjainkban

### Kezdeti veszteségek
Az 1990-es évek elején újra felmerült a kisvasút megszüntetése, azonban az utazóközönség továbbra is igényt tartott a vasútra, így elálltak a tervtől. 1944-ben felrobbantották a Balsai Tisza-hidat, mely soha nem épült újjá, így megszűnt a Bodrogközi kisvasúttal az összeköttetés, bár egy ideig a hidat kompokkal tudták pótolni. 1980-ban megszűnt a Bodrogközi kisvasút, de a Balsai Tisza-partra ezután is jártak személyvonatok. Ez a szakasz minden áradásnál víz alá került.

### Fokozatos leépülés
2000 körül elkezdődött a kisvasút fokozatos leépülése. Ez a járműparkban és az egyre rosszabb állapotú pályán mutatkozott meg. Gyakoriak voltak az autóbusszal történő pótlások, melyekre azért volt szükség, mert a műszaki állapotok miatt nem tudtak vonatok indulni. A kisvasút ekkoriban egyik napról a másikra élt. Pénzhiány miatt csak kisebb, tűzoltás jellegű karbantartásokat tudtak végezni, nagyobb felújításokra nem volt lehetőség. A teherszállítás megszűnésével pedig csak az utasszállítás maradt az egyetlen kiszolgált terület, ám a kisvasút sem az utazási idő, sem a kényelem tekintetében nem vehette fel a versenyt az autóbuszokkal.
A közelmúltban[pontosabban?] a vonatok kihasználtsága változó volt, az utasok többsége Nyíregyháza-Vásártér, valamint Kótaj megállókig utazott. Az avuló, koros pálya és az  elmaradó fejlesztések, valamint az utasigényeket nem megfelelően kiszolgáló menetrend miatt az utasok elpártoltak, ami később a vasút végét is jelentette.

### Megszüntetés
A kisvasúton 2009. december 12-én megszűnt a forgalom a pálya és a járművek rendkívül rossz állapota és a rendkívül alacsony kihasználtság miatt. A kisvasút fenntartása már nem volt gazdaságos, felújítása rengeteg pénzbe került volna, ezért az olcsóbb megoldást, a megszüntetést választották. A menetidő a 39 km hosszú Balsai-Tiszapart ↔ Nyíregyháza közötti szakaszon a 2008-as menetrend szerint 2 óra volt. Ezt a tekintélyes késések még tovább növelték. A nagy menetidő nem az emelkedés és nem is a sokáig tartó utascsere miatt volt, hanem a rengeteg lassújel miatt.

### Jelen
A pályán jelenleg semmilyen üzemszerű közlekedés nem zajlik. Néha a C-50 típusú mozdonnyal pályabejárásokat tartanak. Két Mk48 típusú mozdonyt és néhány kocsit átvett a 2016. május 1. óta Felcsúton működő Vál-völgyi Kisvasút, a nyitott személykocsi a Balatonfenyvesi Gazdasági Vasútra került. A Dombrád környéki vonalszakaszon a Kisvasutak Baráti Köre nyírvidéki szakcsoportjának közreműködésével előre meghirdetett napokon motoros hajtányozásra van lehetőség.

### Jövő
Mint a legtöbb leállított forgalmú kisvasúton, itt is felmerült az újraindítás gondolata. Egy civil egyesület azért dolgozik, hogy újraindítsák a kisvasutat. Az üzemeltetést magáncégként képzelik el. Egyelőre pénzhiány miatt nem indították újra a vasútüzemet. Sem a pályának, sem a járműveknek nem lenne elég egy kisebb mértékű felújítás. A másik szintén súlyos probléma az, hogy a turisták semmilyen alternatívát nem kapnak a kisvasúttól a buszokkal szemben. A környék nevezetességei közúton is elérhetőek. A vasút ezen úti célok eléréséhez csak nagyobb menetidőt kínál, és mivel a puszta közepén halad, nem nyújt nagy élményt az utazás egy átlagos embernek egy erdei vasúttal szemben.
Más elképzelések szerint egy elővárosi villamos járhatna a kisvasút helyén, ám ehhez szinte teljesen újjá kellene építeni a vonalat.
A harmadik elképzelés, hogy felszedik a síneket és a jelenleg kihasználatlan pálya helyén más hasznos dolgot, például bicikliutat építenek.
A kisvasút jövője egyelőre bizonytalan, és az idők múltával csak egyre rosszabb állapotba kerül.
A tulajdonos MÁV Zrt. 2020. áprilisában nyílt közbeszerzési eljárást hirdetett a kisvasút Nyíregyháza állomás és Sóstógyógyfürdő közötti felújításának megtervezésére. A felújítás több nyomvonalváltozattal valósulhat meg (új kisvasúti állomás a nagyvasúti állomással szemben, vagy a kisvasút vágányának fonódása az állomás első vágányával, illetve a meglévő járműtelep felújítása vagy új járműtelep építése). A felújítás utáni üzemet nehezíti, hogy a kisvasút már nem rendelkezik üzemképes Mk48 sorozatú dízelmozdonnyal.
2021-ben a Kisvasutak Baráti Köre Nyírvidéki szakcsoportja önkéntesekkel együtt megkezdte a vonal tisztítását. Először a Sóstógyógyfürdő-Kótaj szakaszon, majd Dombrád és Tiszatelek között. Hajtánypálya projekt keretein belül előre meghirdetett napokon lehetőség van hajtányozásra a kisvasút Dombrád környéki vonalszakaszán.
2023-ban a kisvasúti üzem újra indulásának nincs valós realitása. A Nyíregyházi nagykörút négysávosítása miatt a kisvasúti átrakó végében lévő kocsijavítót elbontották, a kisvasút utolsó, 2023-as számú mozdonyát a Szolnoki járműjavítóba szállították, hogy felújítás után a Balatonfenyvesi gazdasági vasúton kezdhessen új életet.

## Járműállomány

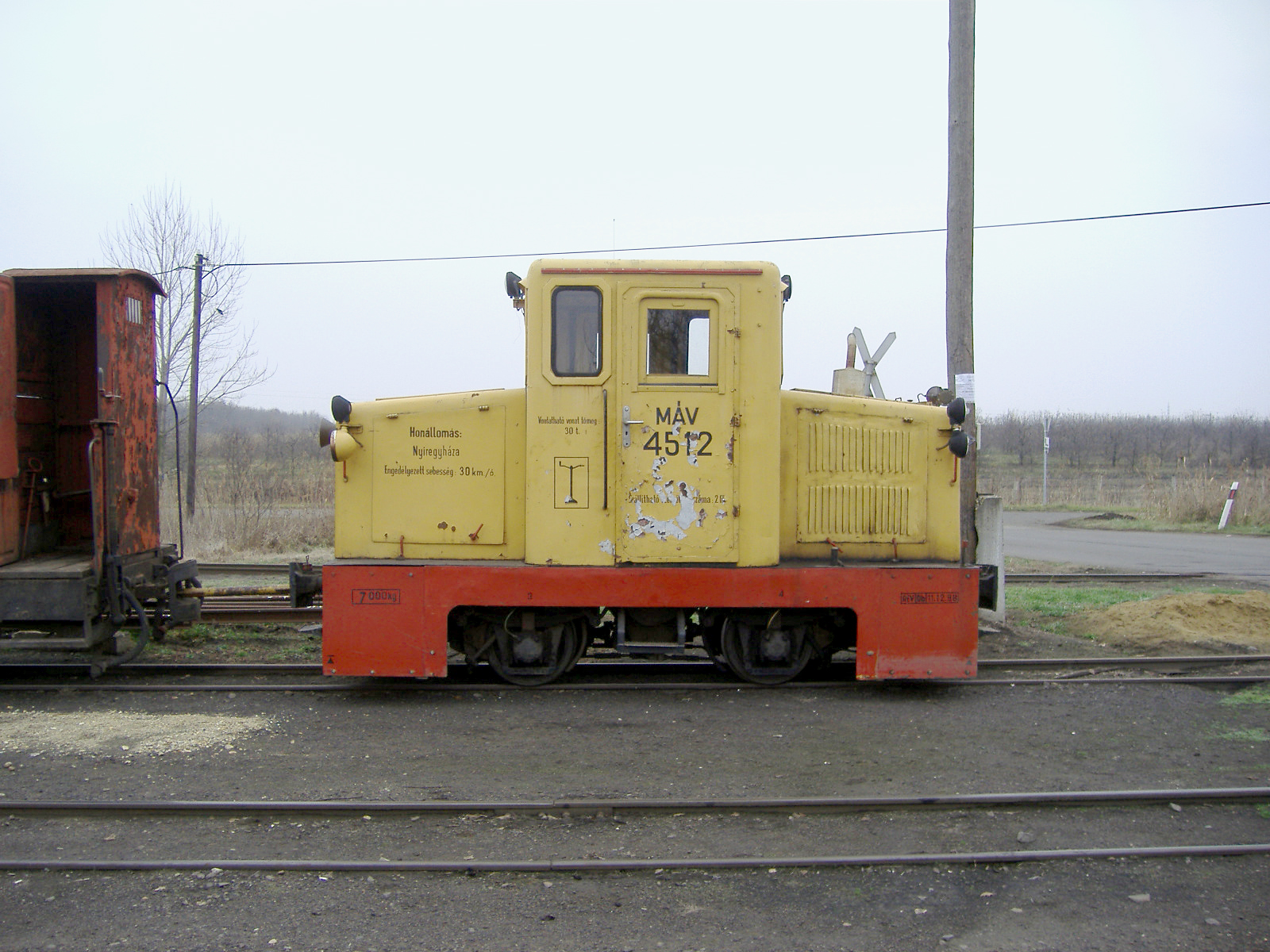
A Nyírvidéki Kisvasút C–50 típusú pályafenntartó (PFT) üzemi dízelmozdonya Herminatanya állomáson

1980-ban Mk45 típusú mozdonyok érkeztek a kisvasútra a Bodrogközi-Hegyközi Gazdasági Vasútról. Nagy teljesítményük minden feladatra alkalmassá tette őket, de nagy tengelyterhelésük miatt túlzottan igénybe vették a pályát, ezért 1994-ben a az Mk45 2007, 2008 és 2010 pályaszámú mozdonyokat selejtezték, a 2009-es mozdonyt a Gyermekvasútra szállították, majd kiállították Füzérkomlóson.
Járműállomány 2024-ben:
- 9 db Mk48 sorozatú dízelmozdony, személyvonatok vontatására:
  - Mk48 2012 (Üzemel, Vál-völgyi kisvasút)
  - Mk48 2016 (Üzemel, Vál-völgyi kisvasút)
  - Mk48 2020 (Kiállítva Dombrádon)
  - Mk48 2023 (Felújítás alatt, Balatonfenyvesi Gazdasági Vasút)
  - Mk48 2024 (Üzemel, Széchenyi-hegyi gyermekvasút)
  - Mk48 2025 (nincs róla információ)
  - Mk48 2026 (Kiállítva Nagyhalászban)
  - Mk48 2028 (Kiállítva Cigándon)
  - Mk48 2029 (Kiállítva Tiszajenőn,Tiszajenői kisvasúti emlékhely)
- 4 db Mk45 sorozatú dízelmozdony, személyvonatok vontatására:
  - Mk45 2007 (Elbontva)
  - Mk45 2008 (Elbontva)
  - Mk45 2009 (Kiállítva, Füzérkomlóson)
  - Mk45 2010 (Elbontva, homlokfala a Gyermekvasutas Otthon falába lett beépítve)
- 3 db PVG (pályavágánygépkocsi) mind a 3 Dombrád_MRH. -n található 2Db üzemképes (P-385 ; P-524) egy kiállított
- 1 db C–50 sorozatú dízelmozdony, (KVVG 4512) pályafenntartási munkákra
- Ba–w (korábban Bax) sorozatú személykocsik, eltérő kivitelben és állapotban (egy részük felújítva Vál-völgyre szállítva)
- különféle üzemi célú (például pályafenntartási) teherkocsik, amelyeket az utóbbi időkben már nem használtak
- két darab nyitott kocsi Nyíregyháza város címerével az oldalán
- Négy Xp-w sorozatú Jah-ból átalakított pőrekocsi
- 2 db motoros vontató
- 3 db nyitott MaSzolaj kocsi (Dombrád-MRH. honosak)

## Nevezetességek és látnivalók a kisvasút mentén
Nyíregyháza
- Sóstógyógyfürdő
- Sóstó Múzeumfalu – XIX. századbeli falu
- Nyíregyházi Állatpark – Sóstó mellett
- Magyarország első vasúti vasbeton hídja - Sóstógyógyfürdő és Nyírszőlős között

Paszab
- Szövőház
- Szivattyúház

Tiszabercel
- Bessenyei György szülőháza

Dombrád
- Vasúttörténeti Kiállítás a kisvasút állomásán

## Megközelítése
Nyíregyháza „nagyvasúti” pályaudvaráról.